# Midrijaza
Midrijaza je jako povećanje zenice usljed bolesti, ozlede ili upotrebe droga i lekova. Normalno do širenja zenice dolazi u tami, a do sužavanja na svetlu, kako bi se noću poboljšao vid, a danju mrežnjača zaštitila od sunčevog svetla. Midrijatična tj. proširena zenica ostaje veoma povećana čak i na jakom svetlu. Pojam suprotan midrijazi je mioza, suženost zenice.

## Mehanizam
Dva su tipa mišića koji određuju veličinu šarenice: cirkularni mišić te radijalni mišić zenice. Prvoga pobuđuje parasimpatički nervni sistem, a drugoga simpatički nervni sistem. Simpatička stimulacija α1 adrenergičnih receptora izaziva kontrakciju radijalnih mišića i posledično širenje zenice. Suprotno tome, parasimpatička stimulacija uzrokuje kontrakciju cirkularnog mišića i sužavanje zenice. Mehanizam midrijaze zavisi od sredstva koje se upotrebljava. Obično obuhvata ili prekid parasimpatičkog delovanja na oko (što uzrokuje širenje zenice) ili pretjeranu aktivnost simpatičkog nervnog sistema.

## Uzroci

### Fiziološki
Umerenu do jaku midrijazu može uzrokovati inače normalno otpuštanje hormona oksitocina. Snažna seksualna uzbuđenost vrlo često uzrokuje veoma jaku midrijazu, dok je ista u manjoj meri uzrokovana seksualnom privlačnošću. Jedino u slučaju već postojećeg očnog stanja, orgazam dovodi do zeničnog bloka. U ovom slučaju parasimpatikus i simpatikus stimuliraju sfinkter zenice za vreme zenične dilatacije u mraku, dok cilijarna kontrakcija uzrokuje opuštanje zonula očnih sočiva, što pak dovodi do zeničnog bloka te sužavanja uglova prednje i stražnje očne sobice u kombinaciji s već postojećim uskim uglovima očnih sobica.

### Patološki
Parasimpatička opskrba koja uzrokuje sužavanje zenice, odnosno miozu, do zenice dolazi putem 3. moždanog živca (nervus oculomotorius). Oštećenje ovog živca tipično se iskazuje kao midrijaza zato što simpatička opskrba zenice koja uzrokuje midrijazu u ovom slučaju deluje nesmetano jer nema parasimpatičkog podražaja (kojeg normalno sprovodi 3. moždani živac) da mu se suprotstavi u delovanju na zenicu. Višestruki poremećaji centralnog nervnog sistema kao epilepsija i moždani udar takođe uzrokuju privremenu midrijazu.

### Traumatski
U slučaju ozlede oka sfinkter šarenice (mišić odgovoran za sužavanje zenice) ili živci koji ga inerviraju mogu biti oštećeni, što smanjuje ili onemogućava reakcije zenice na svetlo. Moguća je i ozleda samoga sfinktera (tzv. ruptura sfinktera zenice), što takođe za posljedicu ima midrijazu.

### Lekovi i droge
Antiholinegrici, kao atropin, hiosciamin te skopolamin, deluju kao antagonisti muskarinskim acetilkolinskim receptorima u mozgu. Blokiranjem tih receptora zenica više ne može da reaguje proširenjem ili sužavanjem. Takvi alkaloidi prisutni u biljkama kolena Brugmansia takođe mogu izazvati midrijazu.
Mnogi halucinogeni izazivaju midrijazu. Psihodelici, uključujući LSD, „lude gljive“, meskalin, 2C-B i DMT, imaju isti učinak na zenicu, delujući kao agonisti serotoninskim 5-HT2A receptorima u mozgu.
Disocijativi, kao ketamin, DXM te , takođe deluju kao midrijatici, preciznije, kao antagonisti NMDA glutamatnih receptora. Istraživanja potvrđuju kako biljka Salvia divinorum, atipični psihodelik, uzrokuje midrijazu. Deluje kao agonist ĸ-opioidnih receptora u mozgu. Način na koji neurološke promene uzrokovane ovim lekovima deluju na širenje zenice ostaje nepoznatim.
Lekovi koji povećavaju sveukupnu odnos serotonina mogu uzrokovati midrijazu jednako kao i 5-HT2A posredovani psihodelici. To se događa stoga što serotonin (5HT) fiziološki uzrokuje stimulaciju 5-HT2A. Štaviše, u dovoljnim količinama serotonin deluje kao midrijatik pa čak i kao blagi psihodelik, tako da se potencijalno fatalni serotoninski sindrom obično pojavljuje pre no što psihodelija postane posve očita. Lekovi koji tako deluju su MDMA (kao i ostali MDxx derivati), fenfluramin, klorfentermin, kokain te mnogi učestalo propisivani antidepresivi kao SSRI, SNRI te MAOI. Dodaci koji prirodno pojačavaju delovanje serotonina poput L-triptofana i 5-HTP takođe mogu imati takav učinak u ekstra velikim dozama.
Neurotransmiter norepinefrin (noradrenalin) reguliše mnoge fiziološke procese u telu i mozgu. Jedna od njih je autonomna konstrikcija i kontrakcija određenih mišića. Psihoaktivna droga kokain snažno koči normalan ponovni ulazak norepinefrina u presinaptičke živčane završetke, što dovodi do povećane količine ekstracelularnog norepinefrina.
Otpušteni se norepinefrin tada vezuje za adrenergičke receptore, te se njegov biološki učinak očituje. Kad se rastvor kokaina ukapa u oko, započne opisana reakcija, te uzrokuje širenje zenice. Međutim, kokain se obično ne upotrebljava kao midrijatik. Bilo koji snažan inhibitor ponovnog ulaska norepinefrina ili jednako tako delotvorno sredstvo koje deluje na njegovo otpuštanje mogu imati ovakvo delovanje. Opijati i opioidi poput morfina i heroina uzrokuju miozu. Kasnije, midrijaza se može pojaviti tokom apstinencijskog sindroma i prestanka korištenja opioida.

### Midrijatici
Midrijatik je materija koja indukuje dilataciju zenice. Lekovi poput tropikamida koriste se u medicini kako bi se omogućio pregled mrežnjače i ostalih dubokih struktura oka, te kako bi se redukovao bolni spazam cilijarnog mišića (cikloplegija). Nepodnošenje svetlosti (fotofobija) jedan je od učinaka midrijatika. Namerno izazvana midrijaza uz pomoć midrijatika takođe se koristi kao dijagnostički test Hornerovog sindroma.
Ciklopentolat je oftalmološki lek namenjen uzrokovanju midrijaze koja lekaru omogućava bolji pregled unutrašnjosti oka.

## Literatura
- Judith A Schilling McCann, ур. (2009). Handbook of Signs & Symptoms (4. изд.). Lippincott. ISBN 9781605470528.

|  | Molimo Vas, obratite pažnju na važno upozorenje u vezi sa temama iz oblasti medicine (zdravlja). |